# Apometzgeria pubescens

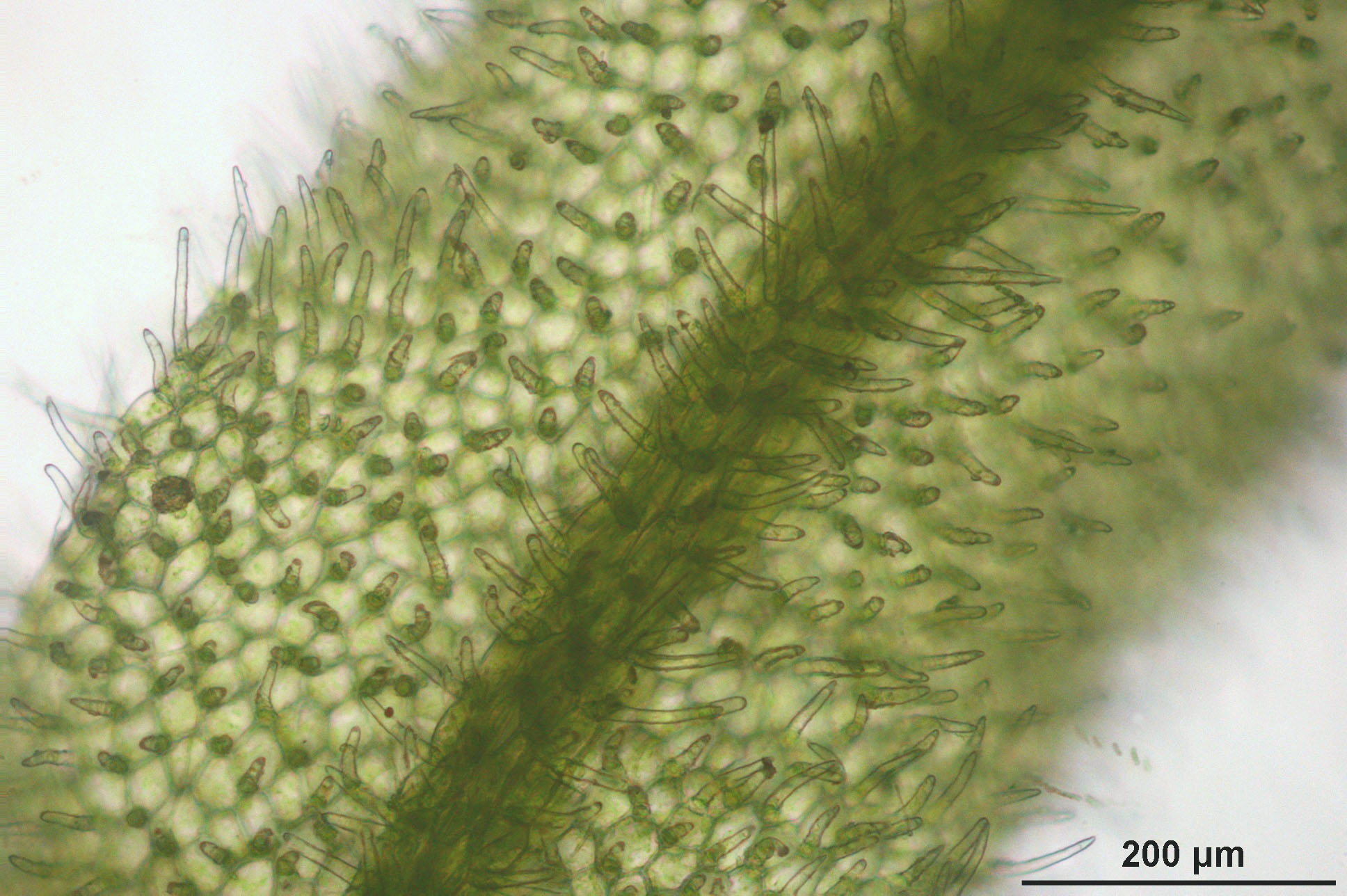
Mikroskopaufnahme Thallus-Ausschnitt

Apometzgeria pubescens ist eine Lebermoos-Art aus der Familie Metzgeriaceae. Deutsche Namen sind Filz-Igelhaubenmoos, Behaartes Filzigelhaubenmoos oder Samtiges Igelhauben-Lebermoos. Ein Synonym ist Metzgeria pubescens (Schrank) Raddi.

## Erkennungsmerkmale
Das Moos bildet gelblichgrüne, niederliegende, dichte und oft ausgedehnte Rasen. Die linealen, etwa 1 bis 1,5 mm breiten und 2 bis 3 cm langen Thalli besitzen eine Mittelrippe. Sie sind gabelig verzweigt, wobei die Äste verschieden stark sind und dadurch eine Hauptachse mit mehreren Nebenästen gebildet werden. Die Thallusflügel beidseitig der Rippe bestehen aus nur einer Zellschicht, die Rippe ist mehrzellschichtig. Der gesamte Thallus ist dicht mit aufgerichteten Haaren besetzt, dies gibt dem Moos ein samtartiges Aussehen. Die mittleren Thalluszellen haben eine Größe von etwa 20 bis 45 µm. Der Querschnitt der Rippe besteht aus mehreren Schichten von etwa gleich großen Zellen. Das diözische Moos bildet keine Brutkörper und nur selten Sporophyten aus.

## Standortansprüche
Apometzgeria pubescens wächst fast ausschließlich in Wäldern an frischen bis feuchten und schattigen Standorten in luftfeuchten Lagen. Hier besiedelt es in erster Linie meist basenreiches, kalkhaltiges Gestein, weiters basenreiche Borke von Laubbäumen, besonders Bergahorn (Acer pseudoplatanus) und Rotbuche (Fagus sylvatica). Nicht selten wächst es auch auf den Sprossen von anderen Laubmoosen, etwa auf Anomodon viticulosus, Neckera crispa oder Thamnobryum alopecurum.

## Verbreitung
Apometzgeria pubescens kommt in Europa vor allem im westlichen, mittleren und östlichen Teil vor. Die Verbreitungsgrenzen gegen Norden sind Irland, Schottland, mittleres Norwegen und Polen, im Süden das nördliche Mittelmeergebiet, im Osten Rumänien und Bulgarien. In Europa ist es in den montanen bis hochmontanen Bereichen der Kalkgebirge ziemlich verbreitet, sonst selten. Weltweit kommt es noch in weiten Teilen von Asien und in Nord- und Südamerika vor.